# Nabatieh

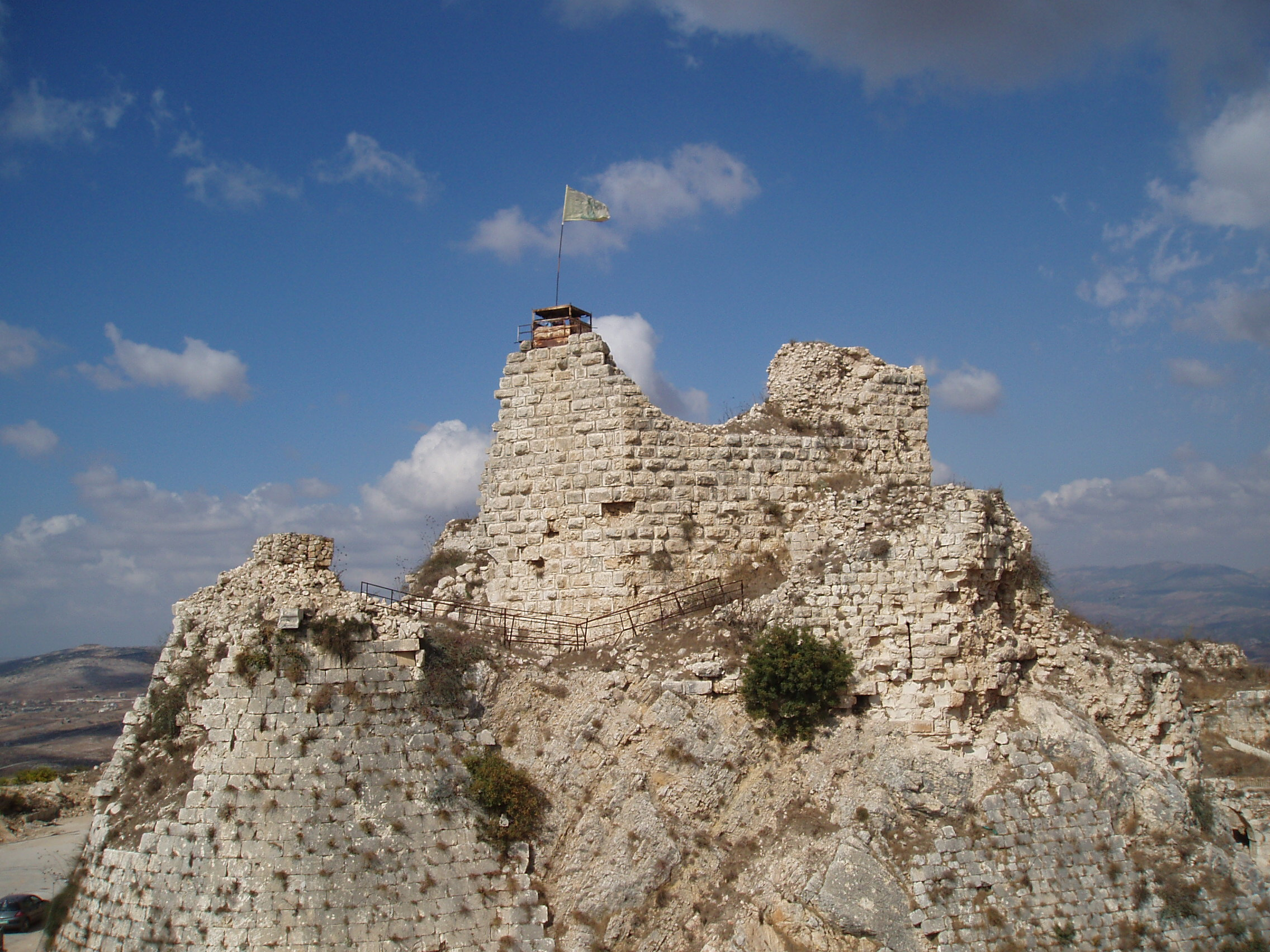
Lâu đài Beaufort - một lâu đài của quân Thập tự chinh gần Nabatieh

Nabatieh (tiếng Ả Rập: النبطية, Nabaṭīya) hay Nabatîyé là tỉnh lỵ của tỉnh Nabatieh, miền nam Liban đồng thời cũng là quận lỵ của quận Nabatieh. Nabatieh là trung tâm kinh tế và văn hóa quan trọng.
Mỗi thứ Hai hàng tuần, thương nhân và du khách từ các làng mạc lân cận lại đổ về thành phố để trao đổi hàng hóa tại khu Souq Al Tanen. Thành phố có một số chi nhánh ngân hàng, bệnh viện, nhà hàng và trung tâm văn hóa thu hút khách du lịch. Thành phố cũng được biết đến với lễ kỷ niệm Trận Karbala được tổ chức hàng năm nhằm tưởng nhớ Imam al Husayn tử vì đạo.

## Các di tích lịch sử

### Lâu đài Beaufort
Lâu đài Beaufort tọa lạc trên một ngọn đồi trông ra phía nam thung lũng Beqaa về hướng Damas (Syria). Nó được những người hành hương Ả Rập gọi là Shqif Arnun (từ shqif trong tiếng Syria cổ có nghĩa là "khối đá cao"). Có thể dễ dàng đến lâu đài này từ làng Arnun cách Nabatieh 7 km về phía đông nam. Phía trước lâu đài có một bể chứa nước lớn và các phế tích của một ngôi làng cổ. Chưa tìm thấy bằng chứng về tuổi của lâu đài hoặc ai là người xây ra nó. Theo sử gia Willam xứ Týros thì tòa lâu đài do quân Thập tự chinh xây dựng, tuy nhiên một số học giả cho rằng nó cổ hơn thế. Có ý kiến cho rằng lâu đài đã hiện diện tại đây trước khi quân Thập tự chinh đến, có lẽ là được xây vào cuối thời Đế chế La Mã hoặc Byzantine, sau đó được người Ả Rập khôi phục và mở rộng.
Quân Thập tự chinh đã sửa sang và gia cố lâu đài trong thế kỷ 12, biến nó trở thành tòa thành quan trọng tại Liban. Vua Thập tự chinh là Foulques d'Anjou đã chiếm lâu đài từ tay người cai trị xứ Damas rồi chuyển giao nó cho những người Thập tự chinh cai trị Sidon vào năm 1138. Saladin vây hãm tòa thành trong vòng hai nằm và đột chiếm được nó vào năm 1140. Năm 1190, quân Thập tự chinh một lần nữa tái chiếm tòa thành sau khi họ ký thỏa thuận với Al Salih Ismail - người cai trị Damas. Năm 1260, Hiệp sĩ dòng Đền mua lại và sở hữu lâu đài cho đến năm 1268 khi vua Mamluk là Al Zahir Baybars chiếm nó. Trước đó Hiệp sĩ dòng Đền đã xây một pháo đài nhỏ gọi là Chateau Neuf. Đầu thế kỷ 17, Fakhreddin đảm trách việc khôi phục và tái củng cố lâu đài, tuy nhiên thủ hiến Damas là Hafez Pasha lại vây hãm tòa thành và dùng pháo binh để phá hủy một phần.
Ngày nay, lâu đài gần như đã đổ nát hoàn toàn và chỉ còn lại bức tường phía đông, lối vào và cầu thang trong tòa tháp lớn ở trung tâm mặt tây. Vào thế kỷ 13, ở mặt đông lâu đài có một tòa nhà hình vòm, có thể là một nhà thờ hoặc một sảnh hội đồng. Về phía bắc là phế tích của hai ngọn tháp và của một bể chứa nước lớn chiếm một phần hào nước bao quanh lâu đài.

## Thánh đường Hồi giáo
Nabatieh có hai thánh đường Hồi giáo lịch sử. Một được xây vào thế kỷ 16 ở trung tâm thành phố và một được xây từ thời Mamluk và nằm ở Nabatieh al Fawqa (còn được người ta gọi là "Thánh đường của Nhà tiên tri").

## Dân cư
Dân cư Nabatieh chủ yếu là dân Hồi giáo Shi'a. Một thiểu số là người theo Công giáo Hy Lạp. Quận Nabatieh có ba đại diện trong Chính phủ Liban và cả ba đều theo Hồi giáo Shi'a.

## Giáo dục
Trường Cao đẳng Notre Dame des Soeurs Antonines (Collège Notre Dame des Soeurs Antonines) là một trong những trường cổ nhất thành phố.